# Темплтон (Ајова)
Темплтон (енгл. Templeton) град је у америчкој савезној држави Ајова. По попису становништва из 2010. у њему је живело 362 становника.

## Демографија
Према попису становништва из 2010. у граду је живело 362 становника, што је 28 (8,4%) становника више него 2000. године.
| Група             | 2000.       | 2010.       |
| Белци             | 331 (99,1%) | 356 (98,3%) |
| Афроамериканци    | 1 (0,3%)    | 4 (1,1%)    |
| Азијати           | 0 (0,0%)    | 1 (0,3%)    |
| Хиспаноамериканци | 0 (0,0%)    | 1 (0,3%)    |
| Укупно            | 334         | 362         |